# Toshinobu Katsuya
Toshinobu Katsuya (in giapponese 勝矢 寿延; Nagasaki, 2 settembre 1961) è un ex calciatore ed ex giocatore di calcio a 5 giapponese, di ruolo difensore.
Campione d'Asia con la Nazionale giapponese nel 1992.

## Carriera

### Club
Katsuya ha iniziato a giocare nella Japan Soccer League per l'Honda Motor nel 1984. Nel 1991 si è trasferito al Nissan Motors (dal 1993 Yokohama Marinos) dove è rimasto fino al 1994, quando si è trasferito allo Júbilo Iwata. Nel 1998 si è trasferito al Cerezo Osaka, dove ha chiuso la carriera.

### Nazionale
Katsuya ha disputato 27 partite con la Nazionale giapponese. Nel 1992 ha fatto parte della selezione che ha vinto la Coppa d'Asia. Con la Nazionale di calcio a 5 del Giappone ha preso parte al FIFA Futsal World Championship 1989 dove la nazionale asiatica non ha superato il primo turno, affrontando Belgio, Argentina e Canada.

## Palmarès

### Club

#### Competizioni nazionali
- Coppa dell'Imperatore: 1

Nissan Motors: 1991
- Campionato giapponese: 1

Júbilo Iwata: 1997

#### Competizioni internazionali
- Coppa delle Coppe dell'AFC: 2

Nissan Motors/Yokohama Marinos: 1992, 1993

### Nazionale
- Coppa d'Asia: 1

1992